# Solenne Piret
Solenne Piret est une grimpeuse professionnelle française. Elle concourt en para-escalade catégorie AU2 et s'illustre par ses réalisations en extérieur où elle est particulièrement spécialisée dans l'escalade de bloc.

## Biographie
Solenne Piret a la particularité d'être née avec une agénésie de l'avant bras droit. Elle grandit dans une famille de grimpeurs en région parisienne et passe ses week-ends en forêt de Fontainebleau avec ses parents et ses frères et sœur mais ne s'intéresse pas tout de suite à l'escalade. Elle s'essaie à différents sports dont l'escrime puis se concentre sur ses études. Elle fait l’INSA à Strasbourg et en sort diplômée Architecte.

## Carrière sportive
Ce n'est qu'en 2017 que Solenne Piret commence réellement à grimper. De retour à Paris elle découvre les salles d'escalade Arkose. Au cours d'une séance elle rencontre Julien Gasc, membre de l'équipe de France para-escalade qui lui parle alors de compétitions. Pour Solenne Piret c'est le déclic, elle participe aux championnats de France puis se sélectionne pour les étapes internationales. C'est le début d'une ascension fulgurante en compétition de difficulté (seule discipline ouverte en para-escalade).

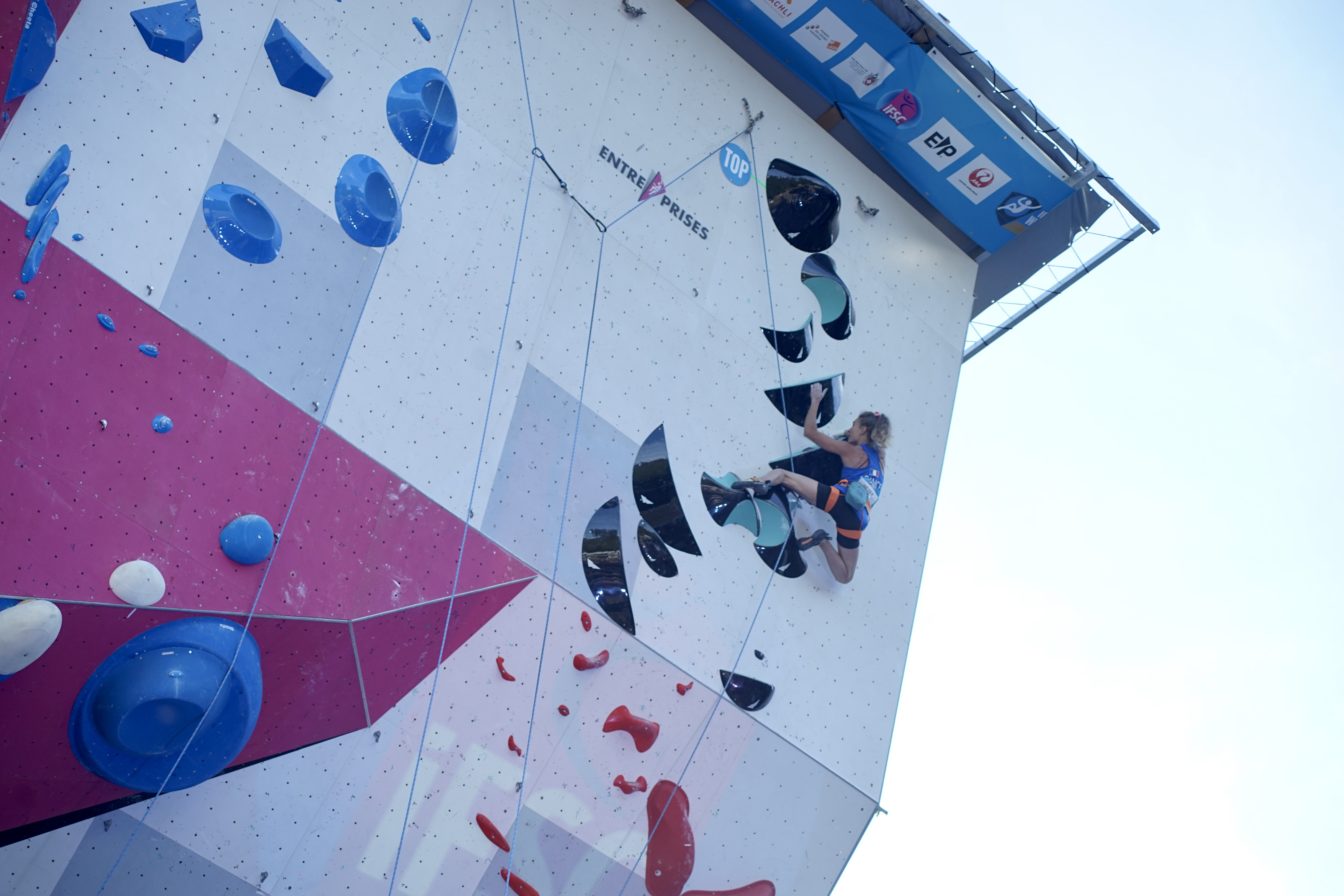
Solenne Piret en Finale de la coupe du Monde de Villars 2022

Elle participe aux coupes du monde de para-escalade et termine 2e à Briançon en 2018 (catégorie RP2), puis s’impose à Innsbruck, à Briançon et à Los Angeles en 2021 (catégorie AU2),, remportant toutes les étapes de la saison. En 2022 et en 2023 elle gagne toutes les étapes auxquelles elle participe. 
Au niveau national, Solenne Piret devient championne de France de para-escalade en 2022, devançant Lucie Jarrige (catégorie RP3, par regroupement).
Aux championnats du Monde, elle remporte l’or en AU2 en 2018 à Innsbrück, et en 2019 à Briançon. En 2021 à Moscou elle concourt en catégorie RP2 à la suite d'un regroupement et elle remporte son 3ème titre mondial consécutif. Lors de l’édition suivante, à Berne en 2023, elle est à nouveau médaillée d’or en catégorie AU-2.

## Performances en extérieur

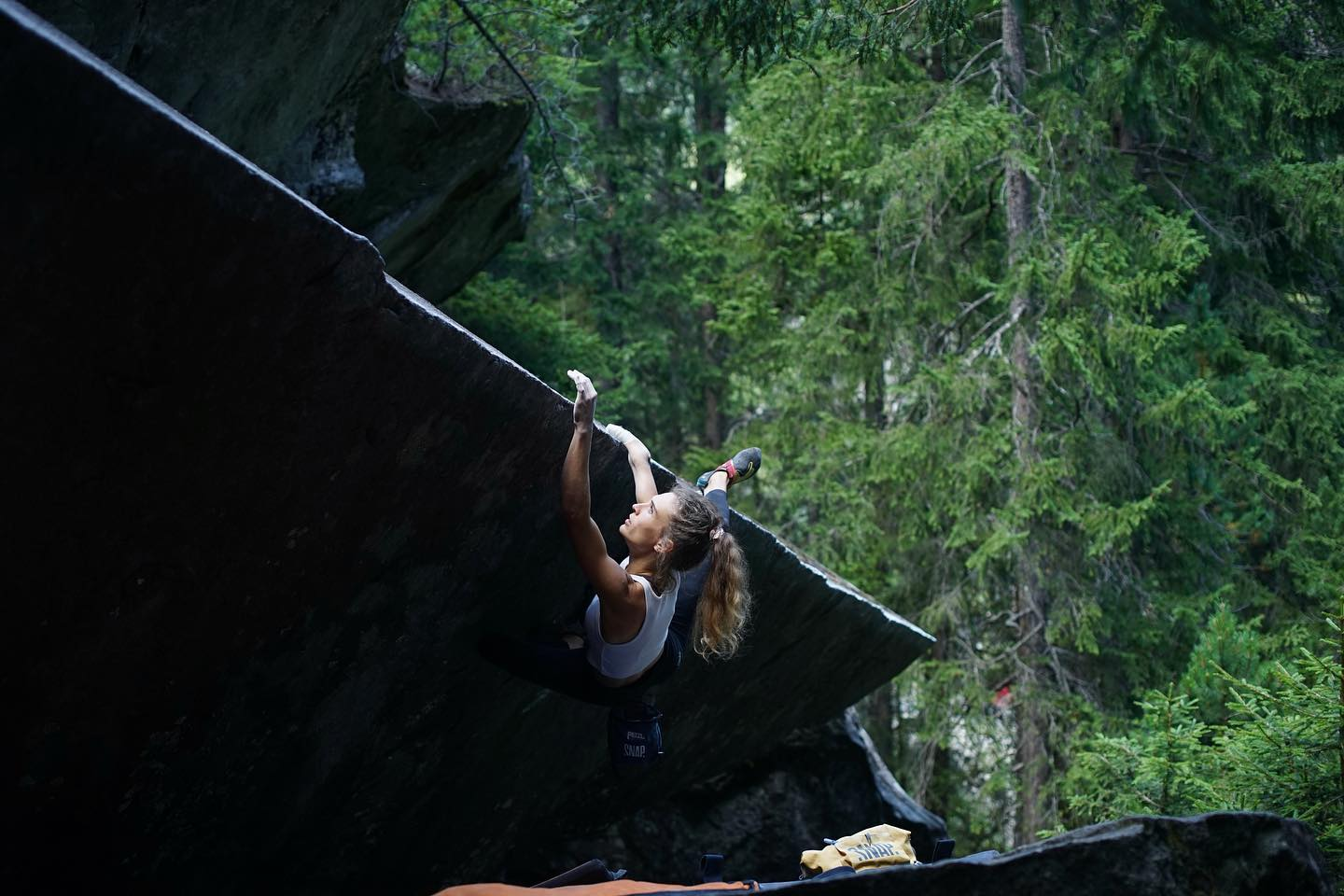
Solenne Piret à Magic Wood - Suisse

Concernant l'outdoor, Solenne Piret pratique surtout le bloc à Fontainebleau, mais aussi lors de voyages en Europe et sur le continent américain.
Elle réalise plusieurs blocs de niveau 7B comme L'angle plus que parfait , La Faim du Tigre ou encore Onde de Choc, qui marque les esprits car ce passage exigeant est un objectif pour de nombreux grimpeurs s'arrêtant à Fontainebleau.
Solenne Piret pratique aussi la falaise où elle réalise des performances jusqu'au 7B (Diet Dope - Leonidio), ainsi que la grande voie (Presten wall - 6b/500m - Lofoten Islands), l'alpinisme ou encore l'escalade sur glace. Touche à tout elle cherche sur tous les terrains de grimpe à repousser les limites et à créer le futur de sa discipline.